# Betosh
Betosh (alb. Bëtoshë) – wieś położona w północnej części Albanii w gminie Lekbibaj. Wieś znajduje się 110 kilometrów od stolicy państwa, Tirany.

## Demografia
Według spisu ludności z 1989 roku we wsi Betosh mieszkało 353 mieszkańców.